# 和田 (杉並區)
和田（日语：／ Wada */?）是東京都杉並區的地名。已實施住居表示。現行行政地名為和田一丁目至和田三丁目。2013年10月1日為止的人口有18,387人。郵遞區號166-0012。

## 地理
位於杉並區東部。北與高圓寺南以青梅街道為界。西與梅里、堀之內以環七通為界。南與方南以善福寺川為界。東部鄰接中野區本町。東南部鄰接中野區彌生町。町內主要為住宅區，團地、公司宿舍等集合住宅眾多。和田二丁目南部一帶有立正佼成會本部與普門館、佼成學園高等學校等相關設施。此外，和田也是救世軍杉並小隊所在地。
北部青梅街道旁有蠶絲之森公園（蚕糸の森公園）與杉並區立第十小學校。公園原為農林水產省的蠶絲試驗場，目前仍保留當時的磚造大門（試驗場在1980年移往筑波市）。該園與杉並區立杉並第十小學校構成連續空間，具有地域防災公園的機能。

## 歷史

### 地名由來
過去為屬和田村。傳聞地名源自於在這一帶建有居館的和田義盛。

## 交通
町內有東京地下鐵丸之內線東高圓寺站，也有許多人利用新中野站。此外，南部與中野區彌生町的交界附近有同線的中野富士見町站。

## 設施

### 教育機關

#### 私立
- 女子美術大學杉並校區
  - 女子美術大學短期大學部
  - 女子美術大學附屬高等學校、中學校
- 佼成學園中學校、高等學校

#### 區立
- 和田小學校
- 杉並第十小學校
- 和田中學校
- 高南中學校

### 宗教設施
- 立正佼成會本部
  - 普門館
- 救世軍杉並小隊

### 其他
- 蠶絲之森公園（蚕糸の森公園）

## 備註
1. ↑  .   [2013-10-19]. （原始内容存档于2013-10-22）.